# Nicolás De La Cruz
Diego Nicolás De La Cruz Arcosa (* 1. Juni 1997 in Montevideo) ist ein uruguayischer Fußballspieler.

## Karriere

### Verein
Der 1,67 Meter große Mittelfeldakteur De La Cruz ist der Halbbruder mütterlicherseits des Fußballspielers Carlos Sánchez. Er begann mit dem Fußballspielen im sogenannten Baby fútbol bei Coami, einem Klub aus seinem Barrio. Später schloss er sich als 12-Jähriger Liverpool Montevideo an und gehörte dort 2011 der Mannschaft in der Septima División an. Im Folgejahr war er in der Sexta División aktiv. 2013 war er Mitglied der U16, 2014 spielte er für das Team in der Quinta División. Sodann durchlief er 2015 zunächst die Mannschaft der Cuarta División und die in der Tercera División antretenden Reserve (Formativas) und wurde schließlich in das Profiteam des Erstligisten befördert. Mit der U19 wurde er 2015 Uruguayischer Meister in der Cuarta División. Dies hatte die Qualifikation für die Copa Libertadores U20 2016 zur Folge. Sein Debüt in der Primera División feierte er in der Apertura 2015 am 13. September 2015 beim 1:0-Auswärtssieg gegen El Tanque Sisley, als er von Trainer Juan Verzeri in die Startelf beordert wurde. In der Saison 2015/16 bestritt er 17 Erstligabegegnungen (ein Tor). Zudem kam er in fünf Partien der U20-Copa-Libertadores 2016 zum Einsatz und erzielte dabei vier Treffer. Den Wettbewerb beendete die Mannschaft nach der 0:1-Finalniederlage gegen den FC São Paulo als Zweitplatzierter. Während der Erstligaspielzeit 2016 wurde er elfmal (vier Tore) in der Liga eingesetzt. Es folgten drei Tore bei sieben Ligaeinsätzen in der Saison 2017 und ein Spiel (kein Tor) in der Copa Sudamericana 2017. Im August 2017 verpflichtete ihn der argentinische Verein River Plate, der für 25 Prozent der Transferrechte eine Ablösesumme von 3,5 Millionen US-Dollar zahlte. Er unterschrieb einen bis Juni 2021 laufenden Vertrag. Zum 1. Januar 2024 wechselte er zum brasilianischen Klub CR Flamengo.

### Nationalmannschaft
De La Cruz erhielt Berufungen in die U17-Auswahl Uruguays. Er gehörte spätestens seit April 2015 unter Trainer Alejandro Garay der uruguayischen U18-Nationalmannschaft an und nahm mit dieser im Mai 2015 am internationalen U18-Turnier Suwon JS 2015 in Südkorea teil. Beim 2:1-Sieg gegen Frankreich stand er dort am 1. Mai 2015 in der Startelf. Überdies wurde er für das U18-Turnier im Juli 2015 in Los Angeles nominiert. Den Wettbewerb gewann Uruguay. De La Cruz wirkte in den Begegnungen gegen die USA und die Tschechische Republik mit. Weitere U18-Einsätze datieren vom 13. Juli 2015 in einem Freundschaftsspiel gegen Xolos de Tijuana und vom 12. Oktober 2015 gegen Russland.
2020 wurde er in den A-Kader Uruguays berufen. Bei Qualifikationsspiel zur Fußball-Weltmeisterschaft 2022 gegen Chile am 8. Oktober 2020 stand er in der Startelf und wurde in der 56. Minute für Nahitan Nández ausgewechselt. Auch bei der Copa América 2021 (vier Spiele, kein Tor) und der Weltmeisterschaft 2022 (zwei Spiele, kein Tor) stand er im Kader.

## Erfolge
- Zweiter der Copa Libertadores Sub-20: 2016
- Uruguayischer Meister mit der U19 (Cuarta División): 2015

River Plate
- Recopa Sudamericana: 2019
- Argentinischer Meister: 2023[17]

Flamengo
- Copa do Brasil: 2024
- Supercopa do Brasil: 2025